# Rosa Funzeca
Rosa Funzeca è un film del 2002 diretto da Aurelio Grimaldi. Remake di Mamma Roma di Pier Paolo Pasolini, è stato prodotto dalla Titania Produzioni e distribuito dall'Istituto Luce. La pellicola è ambientata nella periferia di Napoli.

## Trama
Rosa Funzeca dopo venti anni di marciapiede, decide di cercare un lavoro onesto che le consenta di riscattarsi e di riunirsi a suo figlio Fernando cresciuto in un istituto fuori Napoli. Rosa però incontra molti ostacoli, soprattutto quando cerca di instaurare un rapporto con il figlio ormai diffidente e disilluso dal riscatto materno.

## Produzione

### Riprese
Il film è stato girato in prevalenza nel rione 219 di Brusciano, altre scene, invece, sono state girate nel centro storico di Napoli e nella vecchia stazione dismessa della Circumvesuviana di Pomigliano d'Arco.